# Lethrinus haematopterus
Lethrinus haematopterus és una espècie de peix pertanyent a la família dels letrínids.

## Descripció
- Pot arribar a fer 45 cm de llargària màxima.
- 10 espines i 9 radis tous a l'aleta dorsal i 3 espines i 8 radis tous a l'anal.
- El cos és de color gris oliva amb taques fosques irregulars i disperses.
- El cap és gris i, de vegades, amb dues franges blaves que es projecten des dels ulls.
- Les aletes són pàl·lides o grises. La dorsal amb una vora vermellosa.[5][6]

## Hàbitat
És un peix marí, associat als esculls i de clima subtropical (35°N-20°N).

## Distribució geogràfica
Es troba al Pacífic nord-occidental: el sud de la Xina i del Japó.

## Observacions
És inofensiu per als humans.